# Tetracnemus texanus
Tetracnemus texanus är en stekelart som först beskrevs av Howard 1892.  Tetracnemus texanus ingår i släktet Tetracnemus och familjen sköldlussteklar. Inga underarter finns listade i Catalogue of Life.